# Pollia condensata
Pollia condensata — вид однодольних рослин родини комелінові (Commelinaceae).

## Поширення
Рослина зустрічається у тропічних лісах Західної Африки та Анголи.

## Опис
Багаторічна трав'яниста рослина заввишки 60 см. Листя довге, вузьке, гладке. Квіти блідо-рожеві або рожеві.

### Забарвлення плодів
Ягоди яскравого синього кольору, 4 мм в діаметрі. Вони неїстівні, проте через своє красиве забарвлення, яке тримається десятки років після того, як їх зібрали, плоди використовують в декоруванні. Так, наприклад, зразок, зібраний в Гані в 1974 році Королівськими ботанічними садами Кью, до сих пір має синє переливчате забарвлення. Pollia condensata приваблює птахів ягодами, які переливаються яскраво-синім металевим забарвленням. Ягоди не несуть майже ніякої поживної цінності, однак птахи не можуть встояти проти їхнього яскравого забарвлення.
Дослідники з університету Кембриджу у 2012 році дослідили характер цього забарвлення. Вони з'ясували, що плоди зовсім не мають пігменту. Дивно, але замість пігментного забарвлення, вони мають структурне, яке, як вважалося раніше, мають тільки тварини. Дослідники повідомляють, що P. condensata використовує той же спосіб розмальовки, що і павич та скарабей.
Структурне забарвлення утворюється інакше, ніж пігментне. Виявилося, що в клітинних стінках P. condensata волокна целюлози укладені в особливі шаруваті структури, які по-різному взаємодіють з різними світловими хвилями, що призводить до так званої дифракції Брегга .
Переважно вони відбивають синій колір, але в цьому сенсі кожна клітина незалежна від інших, так що зображення складається з безлічі клітин-пікселів. Товщина оптично активного шару у клітин відрізняється, тому варіюється і довжина хвилі, яку вона відбиває: деякі клітини — з більш товстим шаром «оптичної целюлози» — відбивають червоні або сині хвилі.
Такий же спосіб забарвлення можна виявити в пташиному оперенні, надкрилах комах, пелюстках квітів. В даному випадку цікаво те, що настільки незвичайне забарвлення отримали ягоди.